# Adrián Beltré
Adrián Beltré Pérez, född den 7 april 1979 i Santo Domingo, är en dominikansk före detta professionell basebollspelare som spelade 21 säsonger i Major League Baseball (MLB) 1998–2018. Beltré var tredjebasman.
Beltré spelade för Los Angeles Dodgers (1998–2004), Seattle Mariners (2005–2009), Boston Red Sox (2010) och Texas Rangers (2011–2018). Totalt spelade han 2 933 matcher i MLB med ett slaggenomsnitt på 0,286, 477 homeruns och 1 707 RBI:s.
Bland Beltrés meriter kan nämnas att han fyra gånger togs ut till MLB:s all star-match samt vann två Platinum Glove Awards, fem Gold Glove Awards och fyra Silver Slugger Awards. Statistiskt hade han flest homeruns i MLB en säsong.
Beltré representerade Dominikanska republiken vid World Baseball Classic 2006 och 2017.
I juni 2019 pensionerade Texas Rangers Beltrés tröjnummer 29.
I januari 2024 blev Beltré invald i National Baseball Hall of Fame på första försöket. Han fick 95,1 % av rösterna, klart mer än de 75 % som krävdes för att bli invald. Han blev den sjunde tredjebasmannen att väljas in på första försöket och den första tredjebasmannen i Hall of Fame som inte var född i USA. Han blev också den 19:e spelaren att få minst 95 % av rösterna och den femte spelaren från Dominikanska republiken i Hall of Fame.